# Gemeinde Luče
Luče (deutsch: Leutsch) ist eine Gemeinde in der Region Oberes Savinja-Tal in der Untersteiermark in Slowenien.
Die Gemeinde liegt im Oberen Sanntal. Luče ist neben Jezersko das zweite Bergsteigerdorf einer internationalen Alpenvereinsinitiative in Slowenien.

## Ortsteile
- Konjski Vrh  (dt.: Rossberg)
- Krnica (dt.: Karnitz)
- Luče (dt.: Leutschdorf oder Leutsch)
- Podveža (dt.: Heiligengeist)
- Podvolovljek (dt.: Podwallauleck)
- Raduha (dt.: Raudneck)
- Strmec (dt.: Stermitzberg)

## Nachbargemeinden
| Solčava         | Črna na Koroškem                            | Ljubno      |
| Solčava, Kamnik | Kompassrose, die auf Nachbargemeinden zeigt | Ljubno      |
| Kamnik          | Kamnik                                      | Gornji Grad |

## Sehenswürdigkeiten
- Dleskovec-Plateau
- Velika Planina

## Persönlichkeiten
- Blaž Arnič (1901–1970), Komponist